# Pseudotocepheus australis
Pseudotocepheus australis är en kvalsterart som först beskrevs av Sandór Mahunka 1980.  Pseudotocepheus australis ingår i släktet Pseudotocepheus och familjen Tetracondylidae. Inga underarter finns listade i Catalogue of Life.